# Георги Генджев
Георги Димитров Генджев е първият дипломиран ветеринарен лекар в България. Началник на Ветеринарното отделение при Министерството на земеделието от 1913 до 1918 г.

## Биография

### Образование
Д-р Георги Димитров Генджев е роден на 4 юни 1863 г. в с. Арнаут, сега с. Пороище, Разградска област, в семейството на заможния търговец Димитър Генджев (1808 – 1904 г.) и съпругата му Атанаска (1830 – 1903 г.) – сестра на Станка Николица-Спасо-Еленина. Баща му владее няколко езика. Георги е най-малкият от децата. Научава от баща си руски език. По времето на Освободителната война е привлечен като преводач в руската армия. Завършва открития от командването курс за фелдшери. Зачислен е на редовна служба като ветеринарен фелдшер, където служи до края на войната. След Освобождението е градски ветеринарен фелдшер в Разград. Заболяване на конете на окръжния управител на Варна и излекуването им от специално повикания млад, но добил известност фелдшер, променя съдбата на Георги Генджев. По предложение на Варненския окръжен управител му се отпуска стипендия и той се записва студент за учебната 1891/1892 г. в Букурешкия ветеринарно-медицински факултет. На следващата година, вече на издръжка от Разградската окръжна комисия, продължава образованието си в „Кралско висше училище по ветеринарна медицина“, гр. Милано, Италия, където се дипломира на 10 юли 1895 г.

### Трудова дейност
След дипломирането си работи в Разград до 1901 г. след това в Севлиево, Шумен, Сливен и Пазарджик. В Пазарджик успява да ликвидира сапната епизоотия по конете. Принуден е от обстоятелствата да предприеме непопулярни мерки, като разрушаване на общинските чешми, на които по традиция се водели да пият вода повечето от животните в населените места. През 1908 г. е военен лекар в V конен полк в гр. Брезник, а през 1911 г. е началник на Ветеринарно фелдшерското и подковаческо училище в София.
По време на балканските войни е изпратен е от Военното министерство да закупи зоб за конете от Италия. Местни търговци се опитват да го корумпират и доставят некачествени продукти. Вместо да вземе подкуп той уведомява Министерството на войната за случилото се. С писмо № 5034 от 30.04.1913 г. Министерството потвърждава доверието към него и одобрява постъпката му.
През 1913 г. е назначен за началник на Ветеринарното отделение при Министерството на земеделието. Там инициира създаване на отдел „Скотовъдство“. Той продължава започнатата от неговия предшественик д-р Тюлев енергична борба срещу епизоотията на чума по говедата, която през 1911 г. е ограничена, а през 1914 г. и напълно ликвидирана. За проучване на чумата и запознаване с дейността на Българската ветеринарно медиценска служба и прилаганите мерки за борбата с нея в България пристигат по поръчения на техните правителства ветеринарни комисии от Австро-Унгария начело с проф. Хугира и италианска комисия водена от проф. Стаци. В своя доклад комисиите отбелязват „Ние видяхме тук приложено това, което не бихме могли да приложим в нашите страни. Ние видяхме, че в България волята е по-силна от условията.“ Заслуга на д-р Генджев е ограничаването на инфекциозната анемия по конете през Първата световна война. Ветеринарното отделение разкрива допълнително окръжни и околийски ветеринарни и участъкови ветеринарни служби с амбулатории в по големите села и изготвя „Проекто закон за надзора върху производството и търговията с хранителни продукти от животински произход“. Подготовката и ангажирането на България в Първата световна война забавя, а понякога спира реализирането на тези инициативи.
От 1918 г. Георги Генджев е пенсионер. По време на управлението на Стамболийски (1919 – 1923 г.) имигрира в Италия. Дори като пенсионер не се отказва от призванието си и взема дейно участие в разработване на методите за предпазване и лекуване на овцете от метил. Умира на 23 октомври 1945 г. в София.

### Семейство
Д-р Георги Димитров Генджев е женен за известната не само с хубостта, но и с практичността си в семейните дела Мария Хадживасилева Генджева (1872 – 1944 г.), с която имат 10 деца.